# وایت بلاف (تنسی)
وایت بلاف (به انگلیسی: White Bluff) شهری در ایالت کشور ایالات متحده آمریکا است که جمعیت آن در سرشماری سال ۲۰۱۰ میلادی، ۳٬۲۰۶ نفر بوده‌است.